# コロナド (哨戒フリゲート)
コロナド（USS Coronado, PG-146/PF-38）は、アメリカ海軍の哨戒フリゲート。タコマ級フリゲートの1隻。
艦名はカリフォルニア州コロナドに因む。艦名はドック型揚陸艦（指揮艦）コロナド(LPD/AGF-11)、沿海域戦闘艦(LCS-4)コロナドに引き継がれた。

## 艦歴
コロナドは海事委任契約の下1943年5月6日にカリフォルニア州ウィルミントンのコンソリデーテッド・スチール社で起工した。当初はPG-146（砲艦）として認可されたが、1943年4月15日にPF-38（哨戒フリゲート）に艦種変更された。1943年6月17日にJ・R・クラッチフィールド夫人によって命名、進水、1943年11月17日に艦長N・W・スプロウ沿岸警備隊少佐の指揮下就役した。
コロナドは1944年2月8日にカリフォルニア州サンディエゴを出航し、ヌーメア、オーストラリアのケアンズへの船団護衛を行った。ニューギニアを経由しケアンズには3月25日に到着した。マヌス島への上陸部隊の支援として兵員および物資輸送船の護衛を行った後、コロナドはニューギニア西部での作戦に参加するため同海域に戻り、5月28日から6月17日までビアク島上陸に、8月15日から18日まではケープ・サンサポア、9月15日にはモロタイ島での戦いに参加した。
コロナドはレイテ島の戦いに参加するため1944年10月10日にフンボルト湾を出航し、その後12月15日までレイテ島とニューギニア間の哨戒および船団護衛任務に従事した。マサチューセッツ州ボストンでオーバーホールを行い、カスコ湾で回復訓練を行った後、コロナドはワシントン州シアトルに向かい1945年4月26日に到着した。6月7日にアラスカへ向けて出航、6月25日にアラスカ州コールド・ベイでソ連海軍の士官4名と兵員45名を訓練のため乗艦させた。
コロナドは1945年7月12日にコールド・ベイで退役し、レンドリース法に基づきソ連海軍に貸与された。ソ連では「護衛艦」を意味する「EK」の略号を付与され、EK-8（ЭК-8エーカー・ヴォースィェミ）の名で7月23日に太平洋艦隊に編入された。ソ連海軍では、8月15日に行われた清津上陸作戦に参加した。
ソ連海軍での活動後、1949年10月16日に横須賀でアメリカ海軍に返還され、同地で保管された。1953年1月14日、日米船舶貸与協定に基づき第1回貸与艦として警備隊（後の海上自衛隊）に貸与され、「すぎ（PF-5）」 として就役した。同じく貸与された「まつ」とともに同日付で第2船隊を編成し横須賀地方隊に編入された。同年4月1日、第1船隊群（後の第1護衛隊群）が新編され第2船隊は同群に編入された。1957年5月10日、第2護衛隊（第2船隊から改称）が廃止及び練習隊群の新編により第1練習隊に編入、第1回及び第2回遠洋練習航海に参加した。同年9月1日、艦籍番号がPF-285に変更された。1964年12月10日、呉地方隊に編入、1969年3月31日に除籍された。1971年7月9日、アメリカ海軍へ返還された。なお、返還後実艦標的として無償供与され、1971年8月10日、野島崎南方で護衛艦の砲火により撃沈されている。
コロナドは第二次世界大戦の戦功で4個の従軍星章を受章した。